# Anna Dolidze
Anna Dolidze (en georgiano: გიორგი გახარია; Tiflis, 26 de octubre de 1979) es una abogada georgiana, profesora de derecho internacional en la Universidad de Ontario Occidental y exfuncionaria del gobierno. Oradora y escritora sobre derecho internacional y derechos humanos en el Cáucaso y Eurasia Central, fue nombrada asesora legal principal del presidente de Georgia el 27 de junio de 2016. El 8 de enero de 2018, el presidente de Georgia nombró a Dolidze como miembro del Consejo Superior de Justicia, el organismo que supervisa el poder judicial.

## Biografía
Nacida en Tbilisi, Dolidze se graduó de la Universidad Estatal de Tbilisi con una licenciatura en derecho summa cum laude en 2002. En 2004, Dolidze obtuvo una master en Derecho Internacional por la Universidad de Leiden. Entre 2004 y 2006, Dolidze fue presidenta de la Asociación de Jóvenes Abogados de Georgia, la principal organización de derechos humanos de Georgia. Dolidze se centró en la reforma legal, abogando por la transparencia del gobierno, la rendición de cuentas y la reforma de la justicia penal. Dolidze representó ante los tribunales a las víctimas de abusos contra los derechos humanos, incluido el periodista Irakli Imnaishvili y los "jueces rebeldes" (cuatro jueces de la Corte Suprema que se negaron a renunciar bajo presión). Anna Dolidze también fue líder del movimiento social para castigar a los asesinos de Sandro Girgvliani.
Dolidze formó parte de las juntas directivas de varias organizaciones importantes en Georgia, como el Consejo de Medios de Georgia, el Comité de Partes Interesadas de la Corporación del Desafío del Milenio en Georgia, el Consejo de Vigilancia de los Derechos Humanos de los Lugares de Penitenciaría y Detención, y la Comisión Nacional contra la Trata de Personas.
En 2012, Dolidze testificó ante el Congreso de los Estados Unidos. En 2013, Dolidze recibió un JSD (doctorado en derecho) de la Cornell Law School y fue nombrada profesora asistente de derecho en la Universidad de Ontario Occidental. Dolidze fue nombrada viceministra de Defensa el 15 de mayo de 2015. En febrero de 2016, fue nominada para un puesto vacante en la Corte Suprema de Georgia, en sustitución de Levan Murusidze. En octubre de 2019 lanzó la campaña “Contra el juego”. Sin embargo, el 22 de junio de 2020 Anna Dolidze renunció sobre la base de una declaración personal.
El 21 de mayo de 2021, Dolidze fundó su propio partido político, Para la Gente. Fue candidata mayoritaria independiente en las elecciones locales de 2020 en el distrito de Didube y Chugureti de Tbilisi. Recibió el 17,95% (12.381 votos) y ocupó el tercer lugar tras el candidato del Sueño georgiano Gia Volski (42,64%) y el candidato de la oposición general y Girchi, Zurab Yaparidze (21,06%).

## Apariciones públicas
Dolidze aparece con frecuencia en los medios para comentar sobre cuestiones de derecho, justicia y derechos humanos. Dolidze ha sido citada en The Wall Street Journal y The Washington Post. Además aparece frecuente en conferencias y paneles en todo el mundo.